# Cultura de Trialeti

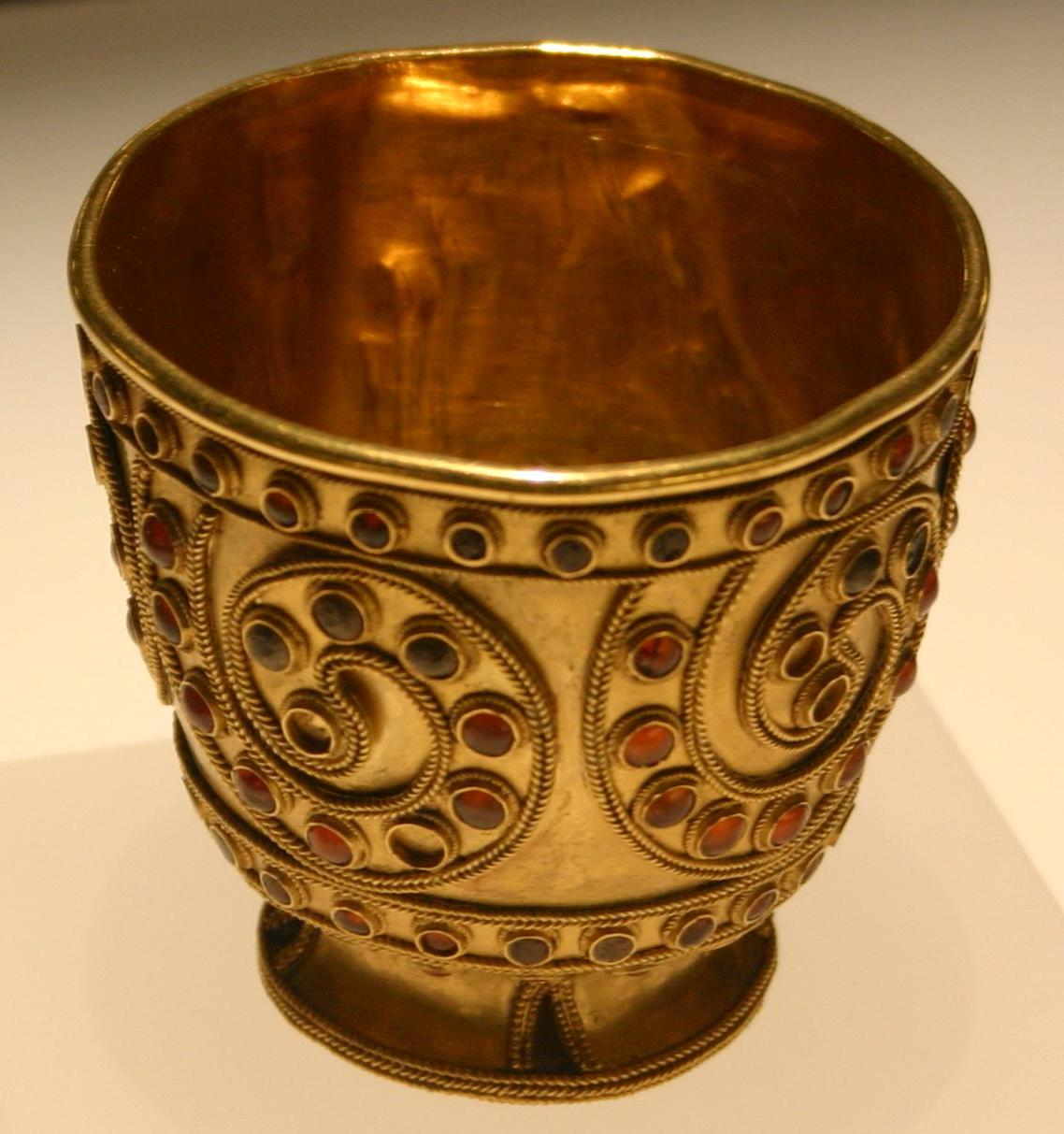
Una copa de oro con joyas de Trialeti. Museo Nacional de Georgia, Tiflis.

La cultura de Trialeti, también conocida como cultura Trialeti-Vanadzor, recibe su nombre por la región de Trialeti en Georgia y por la ciudad de Vanadzor, en Armenia. Se atribuye a finales del tercer milenio y principios del segundo milenio antes de Cristo. La cultura de Trialeti surgió en la región anteriormente ocupada por la cultura de Kurá-Araxes . Algunos estudiosos especulan que se trataba de una cultura indoeuropea.

## Antecedentes
La cultura de Shulaveri-Shomu existió en la región posteriormente ocupada por la cultura de Trialeti entre el 6000 y el 4000 a. C. La cultura de Shulaveri-Shomu fue seguida por la cultura de Kurá-Araxes. 
El florecimiento de la cultura Trialeti tuvo lugar a finales del tercer milenio antes de Cristo.
Durante la fase final de la Edad del Bronce Medio (c. 1700-1500 a. C.), además de la cultura del período Trialeti-Vanadzor, en el Cáucaso meridional (Transcaucasia) y en el este de Anatolia predominan otros tres horizontes culturales materiales superpuestos geográficamente: Karmir-Berd (también conocido como Tazakend), Karmir-Vank (también conocido como Kizil Vank o Van-Urmia) y Sevan-Uzerlik (también conocido como Sevan-Artsakh).  
Las vasijas de cerámica con pintura monocromática de negro bruñido de los cementerios de Ani y Küçük Çatma (Maly Pergit), ambas en la provincia de Kars en la actual Turquía, y tr: Sos Höyük IV en la provincia de Erzurum se parecen a las de Trialeti.

### Kurganes
En aquella época ya existía una fuerte diferenciación social, como indican los ricos enterramientos en túmulos (kurganes). Hay paralelismos con la cultura de los kurganes temprana. En la cultura de Trialeti se practicó la cremación, se introdujo la cerámica pintada y el bronce a base de estaño se volvió predominante. La interconexión geográfica y los vínculos con otras áreas del Próximo Oriente se ven en muchos aspectos de la cultura. Por ejemplo, un caldero encontrado en Trialeti es casi idéntico al de Shaft Grave 4 de Micenas, en Grecia.
La cultura Trialeti muestra vínculos con las culturas altamente desarrolladas del mundo antiguo, particularmente con el Egeo, pero también con las culturas del sur y el este.
La cerámica monocromática y policromada pintada de Trialeti-Vanadzor es muy similar a la de otras zonas del Próximo Oriente. En particular, cerámicas similares se conocen como cerámica Urmia (que recibe su nombre del lago Urmia en Irán). Además, la cultura Uzarlik y la cultura Karmirberd-Sevan produjeron cerámica similar. 
El sitio en Trialeti fue excavado originalmente en 1936-1940 en la construcción de una estación hidroeléctrico, momento en que se descubrieron cuarenta y seis túmulos. En 1959-1962 se descubrieron otros seis túmulos.

### Kurganes relacionados
Los kurganes de Martqopi, contemporáneos a los más tempranos de Trialeti, son algo similares ya éstos. Juntos, representan la etapa temprana de la cultura de los kurganes temprana de Transcaucasia Central. 
Este período de temprano de los kurganes conocido como Martkopi-Bedeni, se ha interpretado como una fase de transición y la primera etapa de la Edad del Bronce Medio.

### Prácticas funerarias
La cultura de Trialeti era conocida por su particular forma de enterramiento. La élite fue enterrada en enterramientos grandes y muy ricos bajo montículos de tierra y piedra, que a veces contenían carros de cuatro ruedas. También se encontraron muchos objetos de oro en las tumbas. Estos objetos de oro eran similares a los encontrados en Irán e Irak. También trabajaron el estaño y el arsénico. Esta forma de enterramiento en un túmulo o "kurgan", junto con vehículos con ruedas, es la misma que la de la cultura de los kurgan, que se ha asociado con los hablantes de protoindoeuropeo . De hecho, la cerámica negra bruñida de los primeros kurganes de Trialeti es similar a la cerámica de Kurá-Araxes. En un contexto histórico, su impresionante acumulación de riqueza en kurganes funerarios, como la de otras culturas asociadas y cercanas con prácticas funerarias similares, es particularmente destacable. Esta práctica fue probablemente el resultado de la influencia de las civilizaciones más antiguas del sur en el Creciente Fértil.
Se cree que el estilo cerámico de Trialeti se convirtió en la cerámica transcaucásica de la Edad del Bronce tardío que se encuentra en gran parte de lo que hoy es el este de Turquía. Esta cerámica se ha relacionado con la expansión de los Mushki.